# Estadio José Antonio Remón Cantera
El Estadio José Antonio Remón Cantera es un estadio de béisbol de la ciudad de Aguadulce, Provincia de Coclé, Panamá.

## Historia
El coliseo de pelota fue construido bajo el mando y pionero de esta obra, el Coronel José Antonio Remón Cantera mientras ejercía el cargo de Presidente de la República de Panamá del 1 de octubre de 1952 al 2 de enero de 1955. 
El estadio fue inaugurado el 11 de febrero de 1955.

#### Nuevo Estadio
En enero del 2018 el expresidente Juan Carlos Varela y el exdirector del Instituto Panameño de Deportes Mario Pérez, entregaron la orden de proceder para la construcción del nuevo estadio. Los trabajos para el “Estudio, Diseño, Construcción y Equipamiento del Nuevo Estadio José Remón Cantera”, tuvieron una inversión de 9 millones de balboas y consistirán en el relleno y nivelación del terreno para evitar inundaciones.
El nuevo estadio fue entregado al Instituto Panameño de Deportes (Pandeportes) el 22 de julio de 2020, para su administración.

## Nombre
Un político de la época sugirió e impuso el nombre del coronel Remón Cantera para el coliseo. José Remón Cantera fue militar y mandatario de la nación de 1952 a 1955. En su trayectoria solamente destacan aspectos relevantes como  militar de carrera y como político.
Durante su reconstrucción en el año 2020, se propuso cambiar el nombre del coliseo por el de un beisbolista de la provincia.

## Instalaciones
El estadio cuenta con:
- Césped natural, medidas Grandes Ligas de Béisbol.
- 6,300 butacas para espectadores.
- 8 palcos y 10 cubículos de prensa.
- Tablero Electrónico.
- Torres de iluminación led.
- Circuito cerrado de televisión.
- Camerinos y jaulas de bateo.
- Sala de prensa o sala de conferencias.
- Gimnasio y dormitorios.
- 129 estacionamientos (5 para personas con discapacidad y 17 VIP).